# Acheilognathus
Acheilognathus är ett släkte av fiskar. Acheilognathus ingår i familjen karpfiskar.

## Bildgalleri

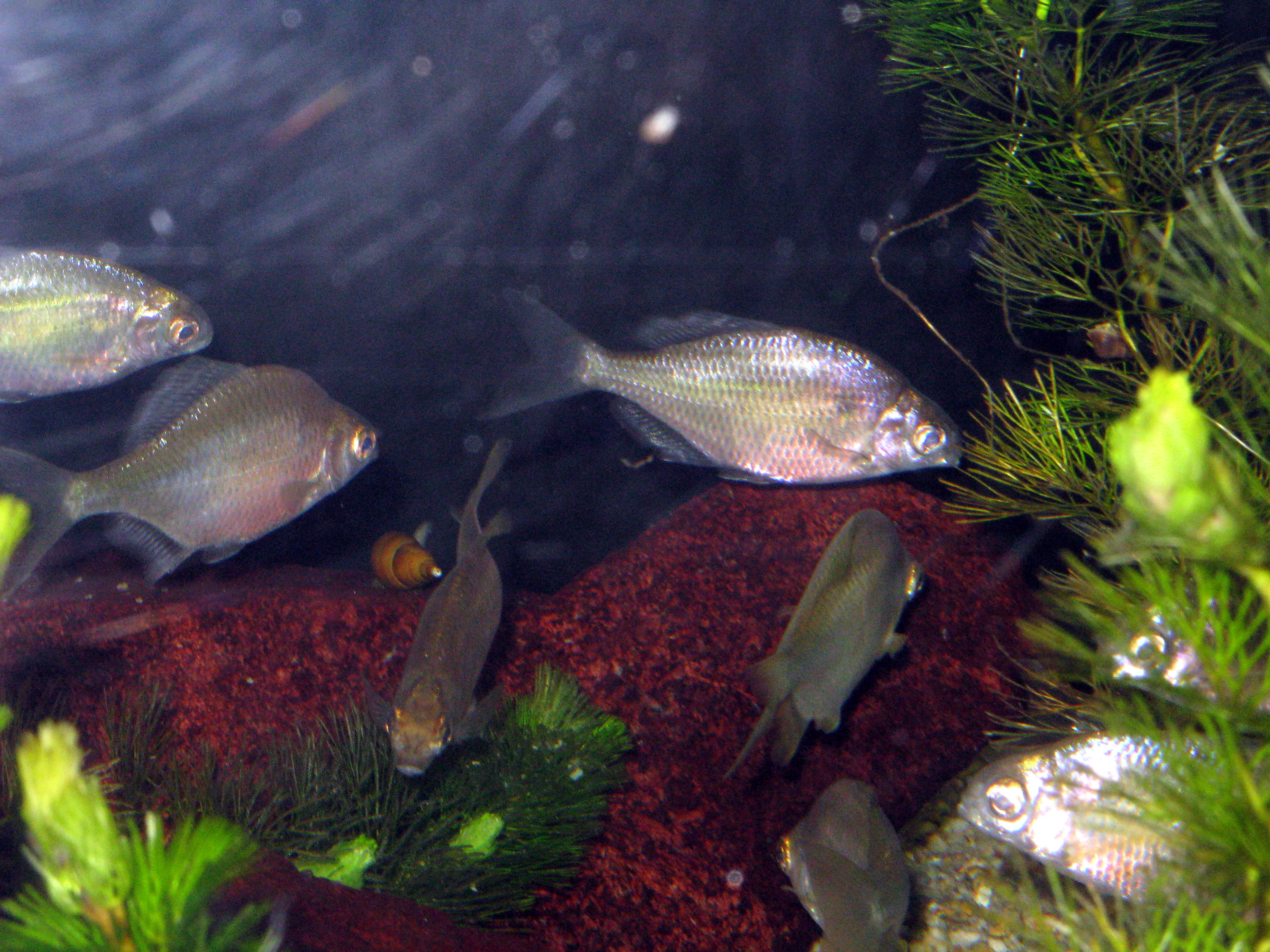
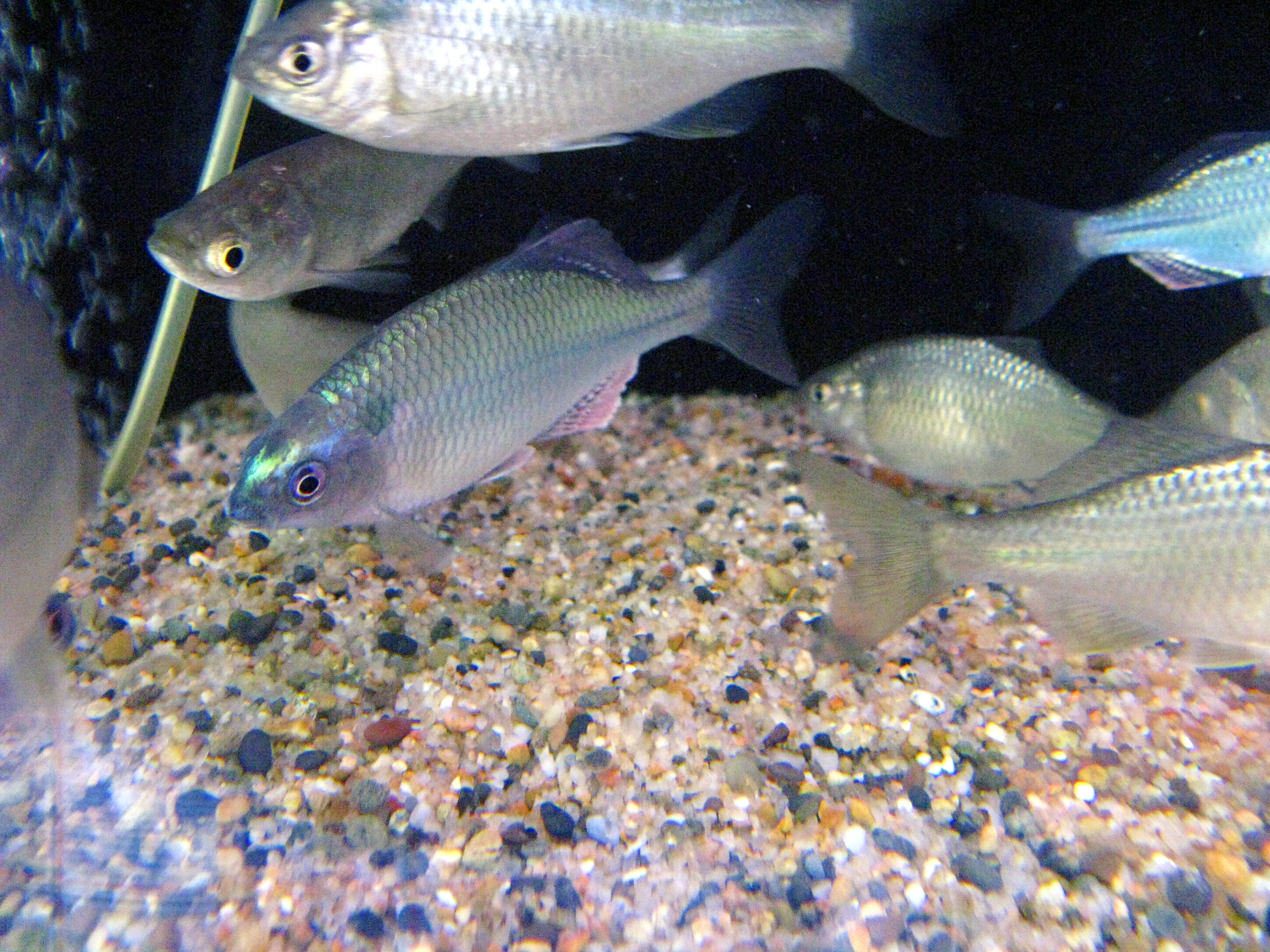
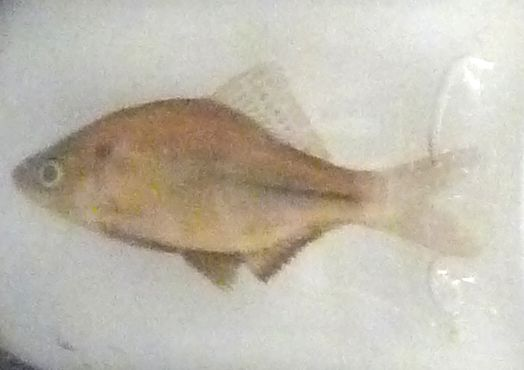
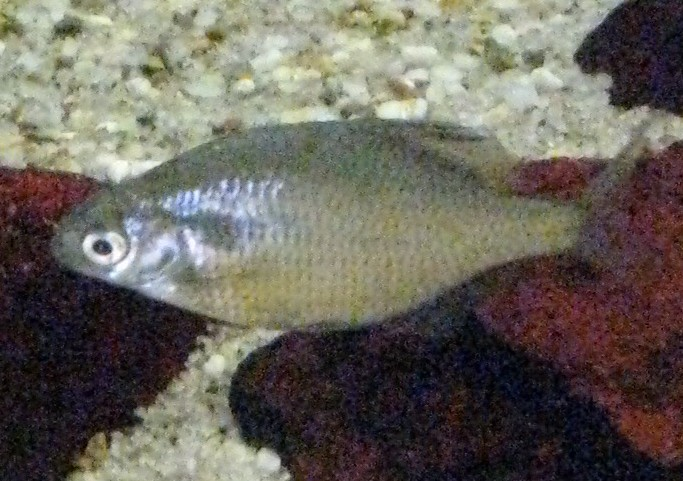

## Dottertaxa tillAcheilognathus, i alfabetisk ordning[1]
- Acheilognathus asmussii
- Acheilognathus barbatulus
- Acheilognathus barbatus
- Acheilognathus binidentatus
- Acheilognathus brevicaudatus
- Acheilognathus changtingensis
- Acheilognathus cyanostigma
- Acheilognathus deignani
- Acheilognathus elongatoides
- Acheilognathus elongatus
- Acheilognathus fasciodorsalis
- Acheilognathus gracilis
- Acheilognathus hondae
- Acheilognathus hypselonotus
- Acheilognathus imberbis
- Acheilognathus imfasciodorsalis
- Acheilognathus intermedia
- Acheilognathus koreensis
- Acheilognathus kyphus
- Acheilognathus longibarbatus
- Acheilognathus longipinnis
- Acheilognathus macromandibularis
- Acheilognathus majusculus
- Acheilognathus melanogaster
- Acheilognathus meridianus
- Acheilognathus microphysa
- Acheilognathus omeiensis
- Acheilognathus peihoensis
- Acheilognathus polylepis
- Acheilognathus polyspinus
- Acheilognathus rhombeus
- Acheilognathus signifer
- Acheilognathus somjinensis
- Acheilognathus striatus
- Acheilognathus tabira
- Acheilognathus taenianalis
- Acheilognathus tonkinensis
- Acheilognathus typus
- Acheilognathus yamatsutae